# Wegeleitsystem

Beispiel für ein barrierefreies Schild mit hohem Kontrast, das genormte Symbole nach ISO 7001 benutzt

Als Wegeleitsystem bezeichnet man Beschilderungen innerhalb von Gebäuden oder an Straßen und Wegen, mit denen Besuchern zu einer besseren Orientierung verholfen wird.
Unter den Oberbegriff „Wegeleitsystem“ fallen Radwege-Leitsysteme, Fußgänger-Wegeleitsysteme, touristische Wegeleitsysteme und andere.

## Eingesetzte Mittel

Beispiel eines Schildes eines Leitsystems aus Rettungszeichen nach ISO 16069

Mittel, die im Rahmen von Wegeleitsystemen zum Einsatz kommen, sind Führungsschilder, Gebäudeschilder, Lagepläne und elektronische Informationssysteme. Auch Gegenstände, die in den Bereich Stadtmöbilierung gehören, wie Straßenschilder, Verkehrszeichen, Hausnummern etc. können als Mittel der Wegeleitung eingesetzt werden. 

## Besucher- und Kundenleitsystem
Hauptartikel: Kundenleitsystem
Im Einzel- und Großhandel wird mit Wegeleitsystemen gearbeitet, um die Kundschaft zu bestimmten Angeboten zu führen. Das Wegeleitsystem ist dann ein Werkzeug, das im Zusammenspiel mit anderen Werkzeugen des Marketings dazu eingesetzt wird, Kaufanreize zu schaffen.
In kleineren Geschäften entsteht die Wegeführung durch die Anordnung der Regale. In größeren Geschäften kann die Wegeführung durch die Fußbodenbelag-Gestaltung und durch die Anordnung der Beleuchtungskörper und die Deckengestaltung unterstützt werden.